# Catocala pataloides
Catocala pataloides là một loài bướm đêm trong họ Erebidae.